# 德默科格爾山
46°47′9″N 15°25′46″E / 46.78583°N 15.42944°E

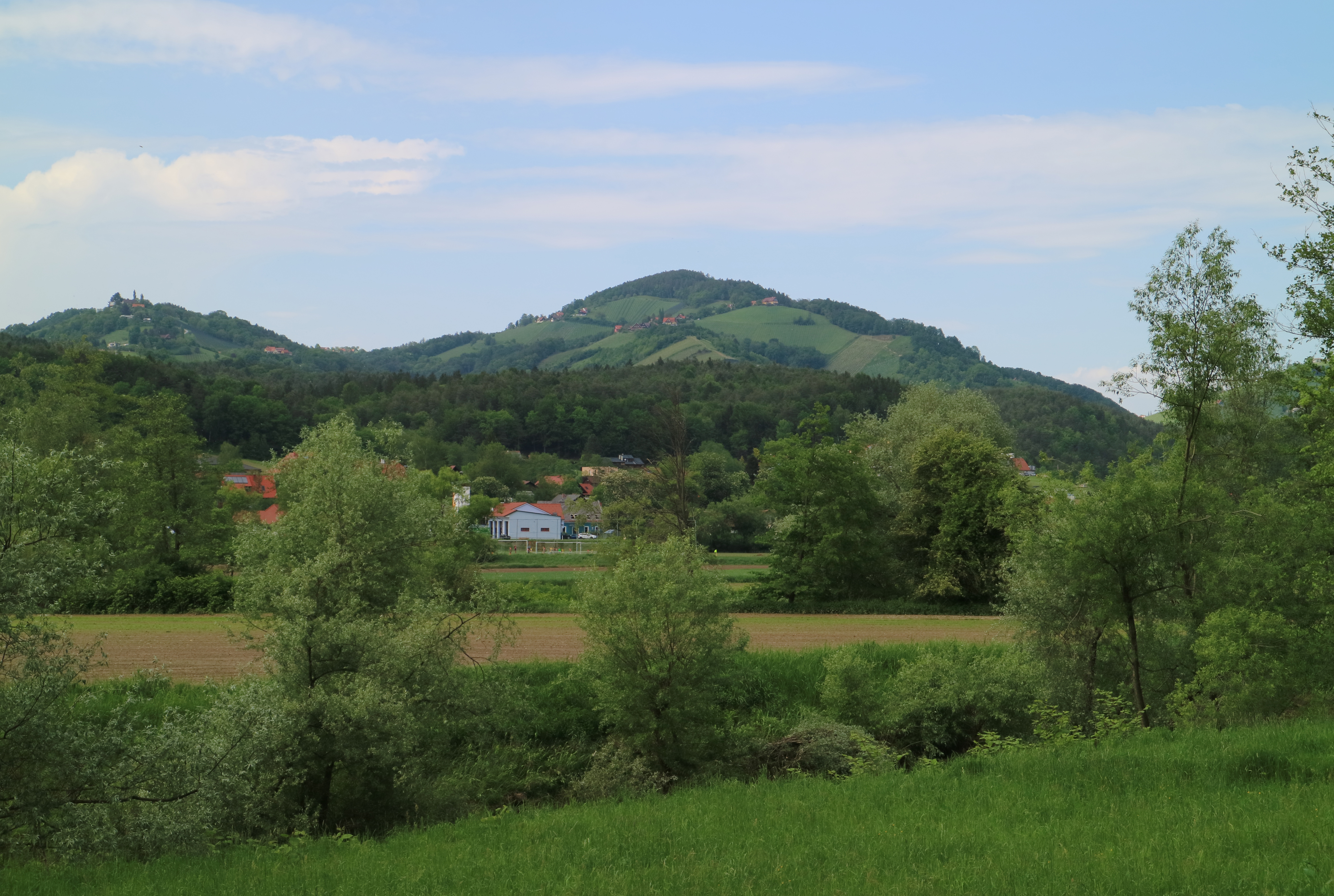

德默科格爾山（德語：Demmerkogel），是奧地利的山峰，位於該國東南部，由施泰爾馬克州負責管轄，屬於拉萬塔爾阿爾卑斯山脈的一部分，海拔高度671米，每年平均降雨量1,546毫米。